# 白尾梢蜂鸟属
白尾梢蜂鸟属（学名：Urosticte），是雨燕目蜂鸟科的一个属。包含白尾梢蜂鸟和棕臀白尾梢蜂鸟两个物种。